# Castillo de Agres
El castillo de Agres, situado sobre un cerro de la Sierra Mariola, en el municipio de Agres de la provincia de Alicante es de época musulmana. De planta cuadrada, se adapta al terreno irregular rocoso, presentando sus muros originales diversas alturas.
Actualmente solo se conservan restos de lienzos de muralla realizados con tapial y mampostería y parte de la torre atalaya de planta cuadrada y tres plantas, la cual se refuerza en su base con taludes.
Cerca del espolón sobre el que se sitúa el castillo, en 1578 se inicia la construcción del Santuario de la “Virgen de Agres” a partir de la pequeña ermita construida en 1484, para lo cual los materiales del castillo, en especial los sillares, son reutilizados en sus distintas dependencias.